# SLC48A1
SLC48A1 (англ. Solute carrier family 48 member 1) – білок, який кодується однойменним геном, розташованим у людей на 12-й хромосомі. Довжина поліпептидного ланцюга білка становить 146 амінокислот, а молекулярна маса — 16 419.
| 10         |  | 20         |  | 30         |  | 40         |  | 50         |
| ---------- |  | ---------- |  | ---------- |  | ---------- |  | ---------- |
| MAPSRLQLGL |  | RAAYSGISSV |  | AGFSIFLVWT |  | VVYRQPGTAA |  | MGGLAGVLAL |
| WVLVTHVMYM |  | QDYWRTWLKG |  | LRGFFFVGVL |  | FSAVSIAAFC |  | TFLVLAITRH |
| QSLTDPTSYY |  | LSSVWSFISF |  | KWAFLLSLYA |  | HRYRADFADI |  | SILSDF     |

A: Аланін

C: Цистеїн

D: Аспарагінова кислота

F: Фенілаланін

G: Гліцин

H: Гістидин

I: Ізолейцин

K: Лізин

L: Лейцин

M: Метіонін

P: Пролін

Q: Глутамін

R: Аргінін

S: Серин

T: Треонін

V: Валін

W: Триптофан

Задіяний у таких біологічних процесах, як транспорт, альтернативний сплайсинг. 
Локалізований у мембрані, лізосомі, ендосомах.